# Mario & Luigi
Mario & Luigi es una serie de videojuegos RPG desarrollados por AlphaDream y distribuidos por Nintendo, protagonizados por los personajes de Nintendo Mario y Luigi. El primer juego de la serie, Mario & Luigi: Superstar Saga, fue lanzado para la consola Game Boy Advance el 17 de noviembre de 2003 en América y el 27 de noviembre de 2003 en Europa y Japón.
Al igual que su serie hermana Paper Mario, Mario & Luigi es una variante del videojuego Super Mario RPG: Legend of the Seven Stars de SNES luego de que este último no tuvo una secuela directa.
La serie fue encabezada principalmente por Yoshiko Maekawa (Codirector de Super Mario RPG: Legend of the Seven Stars y fundador de AlphaDream), quien fue el productor de todos los juegos de la serie, así como el director del primer juego.
En total se han lanzado 8 juegos de Mario & Luigi, 7 de ellos para videoconsolas portátiles y el juego más reciente para la Nintendo Switch. 
La entrega más reciente para portátiles es Mario & Luigi: Bowser's Inside Story + Bowser Jr.'s Journey para el Nintendo 3DS, que fue lanzado el 27 de diciembre de 2018 en Japón, el 11 de enero de 2019 en América y el 25 de enero de 2019 en Europa, mientras que la entrega para Nintendo Switch, llamada Mario & Luigi: Brothership fue lanzada el 7 de noviembre de 2024

## Juegos de la serie

### Serie principal
| Título                               | Año de publicación | Consola          |
| ------------------------------------ | ------------------ | ---------------- |
| Mario & Luigi: Superstar Saga        | 2003               | Game Boy Advance |
| Mario & Luigi: Partners in Time      | 2005               | Nintendo DS      |
| Mario & Luigi: Bowser's Inside Story | 2009               | Nintendo DS      |
| Mario & Luigi: Dream Team            | 2013               | Nintendo 3DS     |
| Mario & Luigi: Paper Jam             | 2015               | Nintendo 3DS     |
| Mario & Luigi: Brothership           | 2024               | Nintendo Switch  |

### Remakes
| Título                                                      | Año de publicación | Consola      |
| ----------------------------------------------------------- | ------------------ | ------------ |
| Mario & Luigi: Superstar Saga + Bowser's Minions            | 2017               | Nintendo 3DS |
| Mario & Luigi: Bowser's Inside Story + Bowser Jr.'s Journey | 2018               | Nintendo 3DS |

## Jugabilidad
Los videojuegos de Mario & Luigi disponen de un sistema de batalla en los que la acción de presionar por cierto tiempo los botones es crucial tanto para incrementar el daño de ataques de los personajes como para reducir el daño de los ataques enemigos. Este sistema, en el momento en el que se presiona el botón oportunamente, no sólo puede aumentar el daño infligido por los ataques, sino también evitar por completo los ataques del enemigo o incluso llegar a ser contraproducentes. Una habilidad única en Mario & Luigi son los Ataques Tándem que se vuelven disponibles después de aprender nuevas técnicas. Los Ataques Tándem les permiten a Mario y a Luigi utilizar ataques combinados mediante el uso de Puntos Tándem (PT). Cuantos más puntos son utilizados, se determina la cantidad máxima de daño que se puede causar y el grado de dificultad necesario para ejecutar la técnica seleccionada. Las habilidades basadas en los hermanos no afectan exclusivamente al sistema de combate, sino que también pueden ser usadas fuera del campo de batalla, para resolver Puzles y con ello seguir explorando las distintas zonas de cada juego. Cabe destacar que varias de las técnicas que usan ambos hermanos son necesarias para avanzar a través del argumento, así como para derrotar más fácil y rápido a los jefes de las zonas.

## Personajes

### Personajes Principales
| Personaje      | Descripción |
| -------------- | --- |
| Mario          | Es el hermano mayor de Luigi, es un fontanero bajo, gordo y con un reluciente bigote, pero también él es el héroe del Reino Champiñón, su característica más destacada son sus saltos, y también él siempre derrota a su rival Bowser cuando él tiene planes de conquistar el Reino. Mario está enamorado de la Princesa Peach, y cuando alguien necesita de su ayuda, él no duda ni un segundo en ir al rescate de quien necesite ayuda. |
| Luigi          | Es el hermano menor de Mario, también es un fontanero pero más alto y delgado a comparación de Mario, él también tiene un bigote muy reluciente así como también salta incluso más alto que Mario, pero por su ropa y su bigote algunas veces lo confunden creyendo que es Mario o un admirador de él. Luigi es bastante cobarde y su mayor miedo son los fantasmas, pero siempre está decidido ayudar a Mario cuando necesite su ayuda incluso si eso significa entrar a casas embrujadas. |
| Princesa Peach | Es la gobernante del Reino Champiñón, y la mejor amiga de Mario y Luigi a pesar de que sabe que Mario está enamorado de ella, aunque algunas veces parece que oculta que ella también siente lo mismo por Mario. La Princesa es constantemente secuestrada por Bowser para que él logre completar sus planes de conquistar el Reino Champiñón (O también para casarse con ella), pero Mario al derrotarlo, salva a la princesa, y ella lo premia dándole un beso o haciéndole un delicioso pastel. Peach tiene una voz muy dulce y pura, así como también un corazón muy noble al igual que Mario, y a pesar de ser secuestrada varias veces, ella es muy valiente y sabe muy bien que Mario la salvará. |
| Bowser         | Es el rey de todos los Koopas, contando con un ejército muy grande, ha intentado apoderarse del Reino Champiñón muchas veces, algunas de ellas incluso llega a conseguirlo, para ello casi siempre secuestra a la Princesa Peach, pero siempre es derrotado por Mario. Él también está enamorado de la Princesa Peach, por eso varias veces que la secuestra, él intenta enamorarla para que se case con él. A pesar de ser malvado, algunas veces une fuerzas con Mario para derrotar a males mucho mayores, aunque más que nada lo hace solo por su propia conveniencia, quedando en claro que Bowser es más un antihéroe, aunque no todas de esas veces sale muy bien porque suele después traicionar a Mario, o alguna fuerza desconocida lo posee aprovechando su fuerza física. Bowser algunas veces es fácil de ser manipulado, especialmente por la Princesa Peach ya que lo hace para que ella se enamore de él. Además de su ejército, tiene un hijo llamado Bowser Jr., quien sigue los pasos de su padre y lo ayuda a conquistar el Reino y secuestrar a la Princesa Peach, sin embargo, se desconoce quién es la madre de Bowser Jr. y Bowser a veces le quiere hacer creer que la Princesa Peach es su verdadera madre. |
| Starlow        | Ella es un espíritu de estrella, cuenta con algunos poderes mágicos concebidos por los deseos de estrella, ella usualmente se burla constantemente de Luigi, así como también a veces le gustar molestar a Bowser. Tiene un tono de voz bastante agudo, y su forma es redonda como una pelota de color amarillo, y cuenta con unos pequeños pies y una estrella arriba de su cabeza. Es bastante inteligente aunque un poco sarcástica en lo que dice, así como también es un poco fácil hacer que se moleste (Especialmente por Luigi). Junto con la Princesa Peach, puede usar poderes mágicos con pensamientos positivos, esto ayuda más que nada solo para derrotar a Bowser en algunas ocasiones. Nota: Ella es el único personaje principal que fue creada para la serie Mario & Luigi, siendo incluida desde Mario & Luigi: Bowser's Inside Story para la Nintendo DS en 2009 y apareciendo en todas las entregas posteriores de la serie a excepción del remake de Mario & Luigi: Superstar Saga + Bowser's Minions para Nintendo 3DS, porque ella no aparecía en el juego original de Game Boy Advance (aunque esta aparece en el modo Bowser's Minions como un cameo).                                                      |

### Villanos
| Personaje            | Descripción |
| -------------------- | --- |
| Cackletta            | Ella es una bruja proveniente del Reino vecino del Reino Champiñón, llamado El Reino Judía, es la villana principal de Mario & Luigi: Superstar Saga. Ella junto a su secuaz más leal (Fawful) va al Reino Champiñón haciéndose pasar por la embajadora oficial del Reino Judía, al llegar le ofrece un obsequio a la Princesa Peach con la excusa que es para mejorar la relación entre ambos Reinos, pero resulta ser una trampa, y termina robándole su voz a la Princesa para poder usar su voz para despertar a la Judía estelar y cumplir su deseo de conquistar el Reino Judía. Al ser derrotada por Mario y Luigi, su secuaz Fawful absorbe su espíritu, y posteriormente al encontrar a Bowser inconsciente se apodera de su cuerpo, convirtiéndose en "Bowletta". Su espíritu es el jefe final del juego, a quien Mario y Luigi deben derrotar dentro del cuerpo de Bowletta para poder regresar a Bowser a la normalidad. |
| Princesa Shroob      | Ella es la princesa al mando de los Shroobs, una raza alienígena que para su supervivencia, llega a conquistar el Reino Champiñón para hacerlo su hogar, es la villana principal de Mario & Luigi: Partners in Time. Los Shroobs comandados por la Princesa Shroob conquistan el Reino Champiñón del pasado (Cuando Mario, Luigi, Peach y Bowser aún eran bebés) y lo hacen de manera violenta y con severos castigos a sus habitantes, como drenarle la sangre a los Toads para convertirla en gasolina para sus naves espaciales, convertir a un Yoshi en un monstruo caníbal gigante, destruyendo aldeas dentro del Reino Champiñón, convertir el Castillo de la Princesa Peach en el Castillo de la Princesa Shroob, y celebrar su conquista intentando sacrificar a la Princesa Peach del futuro para alimentar a la planta Pitey Piraña. La Princesa Peach al llegar al pasado con una máquina del tiempo, es secuestrada junto a sus 2 acompañantes: Toadette (A la cual también usan su sangre para convertirla en gasolina) y Toadbert (Quien ha perdido la memoria). Al llegar la máquina del tiempo al presente, Mario, Luigi y el Profesor E. Gadd (Creador de la máquina del tiempo) encuentran que la máquina está casi destruida, y en su interior había un extraño monstruo, Mario y Luigi descubren un portal temporal que los lleva al pasado, donde ellos se encuentran a ellos mismos pero en bebés, y descubren que para salvar a la Princesa Peach necesitan encontrar los fragmentos perdidos de la Estrella Cobalto (Que le da poder a la máquina de tiempo) para infiltrarse en el Castillo Shroob y derrotar a la Princesa Shroob para salvar el Reino Champiñón del pasado. |
| Fawful               | Él es un habitante del Reino Judía, característico por su enorme sonrisa en la cara, por hablar con una mala pronunciación de las palabras y por su actitud esquizofásica, él era el secuaz más leal de Cackletta en Mario & Luigi: Superstar Saga, luego de que fue derrotado por Mario y Luigi (Así como también luego derrotaron a Cackletta) él jura vengarse de ellos, siendo así el villano principal de Mario & Luigi: Bowser's Inside Story. - En Mario & Luigi: Superstar Saga, fue el secuaz de Cackletta, quien ayudó a robar la voz de la Princesa Peach, y también a intentar detener a Mario y Luigi, también logra rescatar al espíritu de Cackletta y luego dárselo a Bowser mientras estaba inconsciente, Mario y Luigi logran derrotarlo expulsándolo del Castillo de Bowser y desde entonces se pensaba que Fawful estaba desaparecido. - En Mario & Luigi: Partners in Time, Fawful aparece como un comerciante de medallas a cambio de judías, él y su tienda aparecen dentro del sistema de alcantarillas del Castillo de la Princesa Peach del futuro, únicamente Bebé Mario y Bebé Luigi pueden ir a visitarlo, Fawful al verlos no puede evitar pensar en como Mario y Luigi lo derrotaron, sintiéndose así furioso, después le cuenta a ellos como fue que "2 hombres malos que visten de rojo y verde con sus saltos y martillos" lo derrotaron hace tiempo y también les cuenta que la razón de empezar su negocio es para financiar su venganza contra "esos hombres malos". - En Mario & Luigi: Bowser's Inside Story, se hace pasar por un comerciante quien le da a Bowser un champiñón de la "Suerte" que resulta ser un champiñón Vórtice creado por él mismo, esto para que Bowser se deshiciera de Mario, Luigi y la Princesa Peach absorbiéndolos dentro de su estómago, Fawful deja inconsciente a Bowser después de eso, y aprovecha en dejarlo abandonado en otro lugar lejos del Castillo de Peach, Aprovecha también dicha oportunidad para apoderarse no solo del Castillo de Peach, sino que también del Castillo de Bowser, lavándoles el cerebro a los secuaces de Bowser para que ellos se olviden de él. Para conquistar el Reino Champiñón, encuentra la antigua Estrella Oscura que si despierta de su eterno descanso, todo el Reino estaría sumido en la más profunda oscuridad, Fawful absorbe los poderes de la Estrella Oscura para así tener más poder y derrotar a Bowser. Al ser derrotado dentro del interior del cuerpo de Bowser, este intenta matar a Mario y Luigi con una explosión, pero únicamente acaba con su vida mientras que todos a los que Bowser absorbió terminan siendo expulsados de su cuerpo, de esa forma Fawful muere dentro del cuerpo de Bowser. Inteligente, vengativo, calculador y demente es como se describe de una forma simple a la personalidad de Fawful, y es considerado por algunos el mejor villano de cualquier juego de la franquicia de Mario. |
| Antasma              | Él es considerado como el rey de las pesadillas, siendo el Co-villano principal de Mario & Luigi: Dream Team junto con Bowser. En el pasado, Antasma era un simple murciélago mascota del Reino Amodorra, un Reino situado a las costas del Reino Champiñón, sin embargo, un habitante del Reino tuvo una horrible pesadilla que Antasma percibió y se apoderó de él, haciendo que Antasma se volviera loco e intentara apoderarse de la piedra de las pesadillas y de la piedra onírica, muchas vidas se sacrificaron para intentar derrotarlo y encerrarlo para siempre en el mundo de los sueños, pero antes que esto sucediera, Antasma rompió en pedazos a la piedra de las pesadillas, convirtiendo a todos los habitantes del Reino en almohadas de piedra, de esa forma el Reino Amodorra dejó de tener población y cayó en el olvido. En el presente, el Reino fue descubierto y bautizado como la Isla Amodorra, donde Mario, Luigi, la Princesa Peach y varios Toads fueron invitados para pasar unas vacaciones, sin embargo durante el turismo del Castillo Amodorra, Mario y Luigi encuentran una almohada de piedra, llegando a un museo dentro del Castillo, Luigi se acuesta en la almohada, y esta abre un portal que conecta al mundo de los sueños, donde Peach es arrastrada dentro por una nube de humo púrpura que resulta ser Antasma, Mario entra para rescatar a la Princesa y allí encuentra un esquirla de pesadilla, que al romperla rebela que el Príncipe del antiguo Reino Amodorra, llamado Oniberto estaba atrapado dentro de la esquirla. Mario y Oniberto salen del mundo de los sueños con la mala noticia de que Antasma secuestró a la Princesa Peach dentro del mundo de los sueños y logró escapar, Mario y Luigi junto con Starlow y Oniberto, liberan a los antiguos habitantes del reino de las esquirlas de pesadilla, y también intentando encontrar a Antasma. Mario, Oniberto y Luigi (Del mundo de los sueños) encuentran a Antasma junto a la Princesa, sin embargo, Bowser aparece y se adentra también al mundo de los sueños para secuestrar a la princesa, uniendo fuerzas con Antasma para tener más poder. Ahora que Antasma regresó al mundo real planea conseguir a la Piedra onírica y pedir el deseo de conquistar el mundo, solo Mario y Luigi podrán derrotar a Bowser y Antasma para salvar al mundo real y al mundo de los sueños. |
| Paper Bowser         | Proveniente de la serie de Paper Mario, junto a su versión del mundo real, es el Co-villano principal de Mario & Luigi: Paper Jam (Crossover de las series Mario & Luigi y Paper Mario). Al igual que todos los habitantes del Reino Champiñón de Papel, Bowser también sale cuando el libro es abierto por accidente. Se encuentra con el Bowser del mundo real, y a pesar de que al principio pelean bastante por pensar quien de los 2 es un impostor, ambos deciden unir fuerzas para conquistar el Reino Champiñón y secuestrar a la Princesa Peach del mundo real y también a la Princesa Peach del mundo de papel, para ello usan a sus secuaces (Reales y de papel). También Bowser Jr. se encuentra con su versión de papel, pero a diferencia de sus padres, ambos se llevan muy bien. Únicamente los Koopalings no tienen su versión de papel en este juego (Debido a que en aquel entonces no habían aparecido en ningún juego de Paper Mario hasta Paper Marioː Color Splash lanzado 1 año más tarde). Al fucionarse con el Bowser del mundo real, Bowser de papel se transforma en una armadura de cartón lanzando ataques muy fuertes y transformando a Bowser real en distintas formas como un cañón o un tanque, o generarle brazos al romperlos, siendo así una de las armaduras más fuertes que Bowser ha usado, aunque la armadura es muy vulnerable contra el fuego. |
| Best Fitness Friends | Un grupo de mercenarios conformados por Dieter, Kaley y Beef, quienes fueron contratados por Fawful para tomar el castillo de Bowser, siendo los principales antagonistas de Bowser Jr.'s Journey en el remake de 3DS Mario & Luigi: Bowser's Inside Story. Los BFF se presentan al castillo de Bowser comentando que ellos tienen la cura para el Globus, y luego de hacer una prueba en un Goomba que también tenía Globus y viendo como este logró curarse, convence a Bowser Jr. de que si lograra encontrar los ingredientes de la receta para producir más de la cura, entonces todos lo verían como un héroe, así que este junto a los Koopalings y Kamek deciden salir en búsqueda de los ingredientes, muy a pesar de que los Koopalings no se fían de los BFF (Especialmente Roy, Ludwig e Iggy). Hacer esto dejó desprotegido al castillo y los BFF aprovechan para apoderarse del castillo, mientras que van ideando un plan para deshacerse de los Koopalings y de Bowser Jr. poco a poco. Luego de que Bowser Jr., Kamek y los Koopalings se dieran cuenta del error que cometieron al dejar el castillo y darse cuenta de que los BFF fueron los causantes de todos sus problemas, deciden irse a enfrentar a los BFF, quienes para derrotar a Bowser Jr., Kamek y los Koopalings de una vez por todas, se fusionan y se convierten en un monstruo bastante grande y poderoso. |

- Datos: Q85874235